# Doxie Moore
John Doxie Moore (13 febbraio 1911 – 23 aprile 1986) è stato un allenatore di pallacanestro e dirigente sportivo statunitense, professionista nella NBL e nella NBA.